# 카르나크 열석
카르나크 열석(프랑스어: Alignements de Carnac)는 프랑스 서북부 브르타뉴 지방에 있는 유럽 거석기념물 중 최대 규모의 유적이다.

## 같이 보기
- 연도분
- 거석기념물